# Daisuke Fujii
Daisuke Fujii (藤井 大輔 Fujii Daisuke?), född 15 oktober 1986 i Osaka prefektur, är en japansk fotbollsspelare.
Fujii började sin karriär 2005 i Albirex Niigata. Efter Albirex Niigata spelade han för Thespa Kusatsu, V-Varen Nagasaki och Kamatamare Sanuki. Han avslutade karriären 2014.